# James Iha
Pour les articles homonymes, voir Iha.
James Yoshinobu Iha, né le 26 mars 1968 à Chicago, dans l'Illinois, aux États-Unis, est un musicien de rock américain d'origine japonaise, connu pour ses prestations de guitariste rythmique au sein du groupe de rock alternatif des années 1990, les Smashing Pumpkins. Il est actuellement guitariste du groupe A Perfect Circle.

## Biographie

### L'époque des Smashing Pumpkins
Au sein des Smashing Pumpkins, Iha, dont l'influence est limitée par l'omniprésence du charismatique Billy Corgan, est à l'origine de certaines chansons pop, reconnaissables dans la discographie du groupe (souvent des faces-B) et témoignant de l'éclectisme des influences musicales du guitariste.
Il a participé à l'écriture des morceaux Blew Away sur Pisces Iscariot, Bugg Superstar sur Earphoria, Take Me Down sur Mellon Collie and The Infinite Sadness, ...Said Sadly (avec la voix de Nina Gordon des Veruca Salt), Believe, The Boy et The Bells sur le coffret de faces-B The Aeroplane Flies High, Summer sur le simple de Perfect (extrait de l'album Adore) et Go sur MACHINA II/The Friends & Enemies of Modern Music.
Il coécrit également avec Corgan certaines chansons du groupe: I Am One sur Gish, Soma et Mayonaise sur Siamese Dream, Plume sur Pisces Iscariot, Farewell and Goodnight et Take Me Down sur Mellon Collie... et Tribute to Johnny sur The Aeroplane Flies High.
Il prête enfin sa voix sur certaines des reprises faites par le groupe: A Night Like This de The Cure et Terrapin de Syd Barrett.
Décrit comme discret, Iha n'en reste pas moins un pilier du groupe, capable de dérapages étonnants sur scène (tap dance, improvisations rap…) et ayant réussi, malgré la mainmise de Corgan sur le groupe, à développer un jeu et un son de guitare personnel.

### Carrière solo
En 1998, peu de temps avant la sortie de l'album Adore des Smashing Pumpkins, James Iha publie son premier album solo, intitulé Let it come down. Cet album est constitué de morceaux présentant un entrelacement de cordes (guitares, acoustiques pour la plupart, pedal-steel et lap-steel, violon et violoncelle) et d'orgues aux sonorités des années 1970.
Son deuxième album solo, Look to the Sky, voit le jour en 2012.

### Collaborations et ère "post-Pumpkins"
En 2003 James Iha intègre le groupe A Perfect Circle pour la tournée de l'album Thirteenth Step. En 2004 il participe à l'album eMOTIVe sur la reprise de People are People de Depeche Mode.
Fin février 2009, James Iha annonce avoir enregistré un nouvel album avec un tout nouveau groupe : Tinted Windows dont le premier titre diffusé sera "Kind of a Girl". En parallèle il continuerait à travailler sur son second album solo, à paraître courant 2009. L'information sera publiée sur le site officiel des Smashing Pumpkins.
En 2011 il produit des titres pour le EP intitulé Deadbeat du groupe New-Yorkais Hunters.

## Discographie solo
Albums Studio
Singles
Remixes
- 2004 : A Perfect Circle - Blue
- 2005 : Annie - Me Plus One (James Iha Remix)
- 2006 : Stellastarr - Sweet Troubled Soul (James Iha Remix)
- 2006 : Ladytron - Weekend (James Iha Mix)
- 2007 : Midnight Movies - Patient Eye (James Iha Remix)
- 2008 : Mighty Six Ninety - Mistakes Like These (James Iha Remix)
- 2009 : Yeah Yeah Yeahs - Heads Will Roll (James Iha Remix)